# Miss Vietnam 2014
Miss Vietnam 2014 (Hoa hậu Việt Nam 2014) est le 14e concours de Miss Viêt Nam. Le concours a eu lieu du 12 août au 22 novembre 2014 à Vinpearl, Phú Quốc, Kiên Giang. Au terme de la dernière nuit Nguyễn Cao Kỳ Duyên, née en 1996, de Nam Định a remporté la plus haute place et a été couronnée par Miss Vietnam 2012 Đặng Thu Thảo.

## Résultats

### Classements
- Déclarée lauréate d'un concours international de beauté.
- A terminé deuxième d'un concours international.
- Finaliste ou demi-finaliste d'un concours international de beauté.
- Non-classée.

| Résultat           | Candidate                                                                      | Concours international        | Classement international |
| ------------------ | ------------------------------------------------------------------------------ | ----------------------------- | ------------------------ |
| Miss Viêt Nam 2014 | - 283 – Nguyễn Cao Kỳ Duyên                                                    |                               |                          |
| 1re qualifiée      | - 289 – Nguyễn Trần Huyền My                                                   | Miss Grand International 2017 | Top 10                   |
| 2e qualifiée       | - 858 – Nguyễn Lâm Diễm Trang                                                  | Miss Univers 2014             | Retirée                  |
| Top 5              | - 099 – Lã Thị Kiều Anh - 268 – Nguyễn Thanh Tú                                |                               |                          |
| Top 10             | - 242 – Phạm Thị Hương                                                         | Miss ASEAN 2013               | Non-classée              |
| Top 10             | - 242 – Phạm Thị Hương                                                         | Miss Sport World 2014         | Première vice-championne |
| Top 10             | - 242 – Phạm Thị Hương                                                         | Miss Univers 2015             | Non-classée              |
| Top 10             | - 491 – Nguyễn Huỳnh Trúc Mai - 716 – Trang Trần Diễm Quỳnh - 532 – Đỗ Thị Huệ |                               |                          |
| Top 10             | - 680 – Nguyễn Thị Bảo Như                                                     | Miss ASEAN 2014               | Non-classée              |
| Top 10             | - 680 – Nguyễn Thị Bảo Như                                                     | Miss Intercontinental 2016    | Non-classée              |

### Prix spéciaux
| Prix spécial              | Candidate                     |
| ------------------------- | ----------------------------- |
| Plus beau visage          | - 858 – Nguyễn Lâm Diễm Trang |
| Meilleure robe de soirée  | - 289 – Nguyễn Trần Huyền My  |
| Plus belle teinte de peau | - 268 – Nguyễn Thanh Tú       |
| Miss Plage                | - 283 – Nguyễn Cao Kỳ Duyên   |
| Miss Talent               | - 099 – Lã Thị Kiều Anh       |
| Plus belle chevelure      | - 316 – Nguyễn Thị Hà         |
| Miss Áo dài               | - 491 – Nguyễn Huỳnh Trúc Mai |
| Miss Vote Populaire       | - 532 – Đỗ Thị Huệ            |

## Candidates
40 candidates en finale.
| Candidates            | Âge | No. | Taille         | Ville d'origine   |
| --------------------- | --- | --- | -------------- | ----------------- |
| Võ Hồng Ngọc Huệ      | 19  | 291 | 1,67 m (5′ 6″) | Phú Yên           |
| Nguyễn Thị Như Ý      | 20  | 966 | 1,67 m (5′ 6″) | Thừa Thiên Huế    |
| Bùi Thị Thu Trang     | 18  | 932 | 1,65 m (5′ 5″) | Hòa Bình          |
| Võ Hoàng Phương Xuyến | 19  | 988 | 1,66 m (5′ 5″) | Phú Yên           |
| Hoàng Bích Ngọc Ánh   | 19  | 086 | 1,67 m (5′ 6″) | Hanoï             |
| Đổng Ánh Quỳnh        | 19  | 980 | 1,67 m (5′ 6″) | Hanoï             |
| Nguyễn Lâm Diễm Trang | 23  | 858 | 1,67 m (5′ 6″) | Vĩnh Long         |
| Nguyễn Ngọc Mai       | 20  | 718 | 1,69 m (5′ 7″) | Hanoï             |
| Huỳnh Hồng Khai       | 21  | 318 | 1,66 m (5′ 5″) | Bạc Liêu          |
| Từ Cao Thanh Thủy     | 19  | 890 | 1,66 m (5′ 5″) | Kiên Giang        |
| Tạ Thanh Huyền        | 18  | 595 | 1,67 m (5′ 6″) | Tuyên Quang       |
| Phạm Thị Mỹ Hạnh      | 21  | 399 | 1,66 m (5′ 5″) | Tuyên Quang       |
| Đỗ Thị Huệ            | 23  | 532 | 1,71 m (5′ 7″) | Quảng Ninh        |
| Đỗ Thùy Dương         | 23  | 138 | 1,66 m (5′ 5″) | Hanoï             |
| Nguyễn Thị Bảo Như    | 22  | 680 | 1,69 m (5′ 7″) | Kiên Giang        |
| Nguyễn Thị Hà Vy      | 20  | 986 | 1,67 m (5′ 6″) | Thừa Thiên Huế    |
| Nguyễn Huỳnh Trúc Mai | 19  | 491 | 1,70 m (5′ 7″) | Cần Thơ           |
| Nguyễn Thụy Quỳnh Thư | 21  | 883 | 1,68 m (5′ 6″) | Hô Chi Minh-Ville |
| Nguyễn Thị Phương Anh | 19  | 095 | 1,69 m (5′ 7″) | Quảng Ninh        |
| Vũ Thu Thảo           | 21  | 923 | 1,69 m (5′ 7″) | Quảng Ninh        |
| Nguyễn Thị Thu Hà     | 22  | 395 | 1,68 m (5′ 6″) | Hà Giang          |
| Nguyễn Thanh Tú       | 19  | 268 | 1,69 m (5′ 7″) | Hanoï             |
| Lã Thị Kiều Anh       | 21  | 099 | 1,74 m (5′ 9″) | Thanh Hóa         |
| H'Ăng Niê             | 22  | 626 | 1,71 m (5′ 7″) | Đắk Lắk           |
| Nguyễn Thị Lệ Nam Em  | 18  | 294 | 1,71 m (5′ 7″) | Tiền Giang        |
| Phạm Thùy Trang       | 19  | 116 | 1,70 m (5′ 7″) | Hòa Bình          |
| Lê Thị Ngân Hà        | 21  | 123 | 1,70 m (5′ 7″) | Gia Lai           |
| Nguyễn Thị Hà         | 20  | 316 | 1,71 m (5′ 7″) | Quảng Bình        |
| Phạm Thị Ngọc Quý     | 19  | 789 | 1,75 m (5′ 9″) | Hô Chi Minh-Ville |
| Nguyễn Trần Huyền My  | 19  | 289 | 1,74 m (5′ 9″) | Hanoï             |
| Tạ Hoàng Diễm Hương   | 21  | 393 | 1,76 m (5′ 9″) | Bình Phước        |
| Huỳnh Ý Nhi           | 22  | 615 | 1,71 m (5′ 7″) | Bà Rịa–Vũng Tàu   |
| Đỗ Trần Khánh Ngân    | 20  | 588 | 1,7 m (5′ 7″)  | Đồng Nai          |
| Trang Trần Diễm Quỳnh | 21  | 716 | 1,76 m (5′ 9″) | Hô Chi Minh-Ville |
| Nguyễn Trần Khánh Vân | 19  | 990 | 1,73 m (5′ 8″) | Hô Chi Minh-Ville |
| Nguyễn Thùy Linh      | 19  | 468 | 1,72 m (5′ 8″) | Đồng Nai          |
| Nguyễn Cao Kỳ Duyên   | 18  | 283 | 1,73 m (5′ 8″) | Nam Định          |
| Phạm Thị Hương        | 23  | 242 | 1,74 m (5′ 9″) | Hải Phòng         |
| Phạm Mỹ Linh          | 23  | 494 | 1,71 m (5′ 7″) | Hanoï             |
| Huỳnh Thị Thùy Vân    | 22  | 983 | 1,72 m (5′ 8″) | Bình Định         |